# Bartholinite
 Mise en garde médicale
Une bartholinite est une inflammation de la glande vestibulaire majeure ou de ses canaux excréteurs.

## Étiologie
L’infection de la glande de Bartholin provient d’une infection ascendante par voie canalaire.
Plusieurs germes peuvent être en cause : l’Escherichia coli, les anaérobies, les entérobactéries, l’entérocoque, la Chlamydia trachomatis ou mycoplasme, le gonocoque.
D'autres facteurs de risques peuvent exister, tel un traumatisme extérieur(après un accouchement), ou la présence d'un terrain hormonal déséquilibré.

## Épidémiologie
La bartholinite est la pathologie kystique infectieuse la plus fréquente de la région vulvaire. Deux pour cent des femmes développeront un kyste ou un abcès de la glande de Bartholin au cours de leur vie.

## Clinique
La bartholinite est une tuméfaction de la partie postéro-inférieure de la grande lèvre, elle a le caractère d'être douloureuse, lancinante, rouge, chaude, de développement progressif, spontanément unilatérale, bien visible à l’inspection, responsable d’une déformation unilatérale périnéale. Elle entraîne une douleur à la marche, en position assise et aux rapports sexuels. L'infection réalise un véritable abcès de la glande.

## Examen complémentaire
Le diagnostic est principalement clinique. La recherche du germe incriminé par des prélèvements bactériologiques réalisés au niveau du site de l’infection est obligatoire.
Il est préférable de réaliser aussi, chez les sujets à risques (jeunes patientes, multipartenaires sexuels), la recherche de germes des infections sexuellement transmissibles : sérologies HIV, VHC, VHB, TPHA, VDRL.
La recherche de germe chez le partenaire dépend de la nature du germe retrouvé.

## Diagnostics différentiels
La topographie caractéristique de la glande de Bartholin rend le diagnostic de la bartholinite très facile et limite largement les diagnostics différentiels. Cependant, trois pathologies peuvent simuler le diagnostic de la bartholinite, c’est le cas du :
- Kyste pilonidal : granulome inflammatoire qui se forme autour d’un poil.
- Kyste épidermoïde inflammatoire : sa formation se fait aux dépens des petites ou des grandes lèvres.
- Kyste de Bartholin : dans ce cas, la topographie de la lésion est semblable à celle de la bartholinite, mais la symptomatologie est complètement différente (absence de composante inflammatoire).

## Traitement
À la phase présuppurative de la bartholinite, le traitement est tout d'abord médical, un traitement antibiotique est proposé, le choix de l'antibiotique dépend du germe suspecté ou du germe en cause. S'il n'y a pas de régression des douleurs et des autres symptômes en quelques jours (trois à quatre jours maximum), il est nécessaire de laisser évoluer vers la formation d'un abcès.
Au moment de l'abcédation, le traitement sera chirurgical. il consiste en la mise à plat chirurgicale de l’abcès +/- marsupialisation :
- premier temps : incision verticale de l’abcès au niveau du sillon nymphohyménéal ;
- deuxième temps : drainage - Prélèvement bactériologique ;
- troisième temps : effondrement des logettes ;
- quatrième temps : lavage de la cavité abcédée ;
- cinquième temps : mise en place d’une mèche iodoformée.

La suture de la paroi de l’abcès à la muqueuse vestibulaire environnante (ou marsupialisation) peut être réalisée pour réduire la possibilité de récidive.

## Évolution
Une récidive est possible sous forme de bartholinite chronique ou de kyste de Bartholin.
Dans le cas du kyste, s'il est vraiment gênant, l'intervention chirurgicale est renouvelée, complétée par une cautérisation de la glande.
La formation de kystes est due notamment à des adhérences post-opératoires au niveau du canal, ou à la cyprine devenue visqueuse et épaisse à cause du dérèglement hormonal.